# 아마노 유키
아마노 유키(일본어: 天野 悠貴, 2000년 4월 17일~)는 일본의 축구 선수이다.

## 구단 경력
그는 J1리그의 FC 도쿄에 입단했다. 2018년 J3리그의 FC 도쿄 U-23에서 뛰었다.